# Jeyawati
Jeyawati là một chi khủng long, được McDonald Wolfe & Kirkland mô tả khoa học năm 2010.